# Sintong
Sintong is een bestuurslaag in het regentschap Rokan Hilir van de provincie Riau, Indonesië. Sintong telt 11.628 inwoners (volkstelling 2010).